# Slammiversary (2020)
Slammiversary 2020 fue un evento pago por visión de lucha libre profesional producido por Impact Wrestling. Tuvo lugar el 18 de julio del 2020 en Skyway Studios en Nashville, Tennessee. Es el décimo octavo evento en la cronología de Slammiversary y segundo evento pago por visión de Impact Wrestling en el 2020.

## Producción
En el episodio del 2 de junio de 2020 de Impact!, se anunció que Slammiversary tendría su decimosexto evento el 18 de julio de 2020. Si bien no se confirmó oficialmente el lugar para el espectáculo, se espera que el evento tenga lugar en Skyway Studios en Nashville, Tennessee, donde todas las grabaciones de Impact! se han registrado desde la noche uno y dos de Rebellion 2020 debido a la actual pandemia mundial de coronavirus 2019-2020

## Antecedentes
En la segunda noche de Rebellion 2020, Tessa Blanchard debía defender el Campeonato Mundial de Impact contra Michael Elgin y Eddie Edwards en un Triple Threat match. Sin embargo, debido a que Blanchard y Edwards quedaron atascados en encierros en México y Massachusetts respectivamente como resultado de la pandemia mundial de coronavirus 2019-2020 en curso, la lucha no pudo tener lugar, y Elgin se enfrentó a Moose y Hernández en un Triple Threat match en su lugar, que Moose ganó. En el episodio del 5 de mayo de Impact!, se anunció que se llevaría a cabo un torneo de ocho hombres para determinar el contendiente número uno para el Campeonato Mundial de Impact. Ace Austin ganó el torneo durante el episodio del 2 de junio de Impact! después de derrotar a Wentz, quien reemplazó a Trey después de ser atacado antes de la lucha en la final del torneo. Durante el episodio de la semana siguiente, se anunció que Blanchard defendería su título contra Elgin, Edwards, Austin & Trey en un combate Five Way Intergender match en Slammiversary.
Sin embargo el 22 de junio de 2020, Impact Wrestling emitió una declaración anunciando junto con la finalización de los contratos de Dave Crist y Joey Ryan con la compañía, que Elgin había sido suspendido indefinidamente en espera de una nueva investigación sobre las acusaciones de agresión sexual contra él. El 26 de junio, Impact emitió una segunda declaración anunciando que también había terminado su contrato con Elgin como resultado de las acusaciones. Veinticuatro horas antes, Impact emitió otra declaración anunciando que también había terminado el contrato de Blanchard con la compañía y la despojó del Campeonato Mundial de Impact, terminando su reinado como campeona a los 165 días y también retirándola de la lucha.
En la edición del 9 de junio, Deonna Purrazzo hizo su regreso a la compañía, atacando a la Campeona de Knockouts de Impact Jordynne Grace, después de retener con éxito el título ante Taya Valkyrie. La semana siguiente, Purrazzo interrumpió la entrevista de Grace entre bastidores y una vez más la atacó. El 23 de junio de 2020, se anunció que Grace defendería el campeonato contra Purrazzo en Slammiversary.
En la primera noche de Rebellion 2020, Willie Mack derrotó a Ace Austin para ganar el Campeonato de la División X de Impact, donde en la segunda noche la estrella emergente Chris Bey ganó una Four Way match por una oportunidad por el Campeonato División X derrotando a Rohit Raju, Suicide & Trey. Después de la lucha , Bey fue detrás del escenario para afirmar que merece ser el contendiente número uno al Campeonato de la División X; una lucha que conseguiría en la edición del 5 de mayo de Impact! en un Triple Threat match también involucrando a Austin, pero Mack retuvo el título. Dos semanas más tarde, el 19 de mayo, Mack retuvo el título al derrotar a Johnny Swinger, después de que Swinger le dijera a Bey la semana anterior que Mack estaba diciendo cosas a sus espaldas. Sin embargo, después de la lucha Bey salió y asistió a Swinger atacando a Mack. Los dos finalmente formaron un equipo, que Swinger llamó "The Finesse and Bench Press Express", aunque es sobre todo como una manera de llevar a Bey a ganar el título de la División X. En la edición del 23 de junio de Impact!, Bey, Swinger, & Raju derrotaron a Mack & The Deaners (Cousin Jake y Cody Deaner) en un Six-man Tag Team Match, con Bey atacando a Mack. Dos días más tarde, Impact anunció que Mack defenderá el Campeonato de la División X contra Bey en Slammiversary donde Swinger no podrá estar en ringside durante la lucha.
El 29 de junio, Impact Wrestling anunció Gauntlet Match para Slammiversary, donde la ganadora se convertirá en la contendiente número uno al Campeonato Knockouts de Impact. Rosemary, Nevaeh, Susie, Kiera Hogan, Taya Valkyrie, Tasha Steelz, Alisha, Kylie Rae, Kimber Lee y Havok fueron anunciadas para participar en la lucha.
En la edición del 17 de marzo de Impact!, Sami Callihan regresó a la compañía como el misterioso hacker de ICU, lanzandole una bola de fuego a la cara de Ken Shamrock recientemente inducido al Impact Hall of Fame, la lucha terminaría en la primera noche de Rebellion 2020, en un Falls Count Anywhere Match. donde Shamrock forzó a Callihan a rendirse con un candado al tobillo. Varias semanas más tarde, el 12 de mayo, Shamrock apareció en "Locker Room Talk" con Madison Rayne & Johnny Swinger, sólo para ser atacado por Michael Elgin, dejándolo fuera del Torneo por el contendiente número uno para el Campeonato Mundial de Impact; Mientras que la semana siguiente, Elgin derrotó a un lesionado Callihan en la primera ronda. Los dos mantuvieron sus problemas con Elgin, donde Callihan lo distrajo en su lucha de semifinales del torneo con Trey, hasta una promoción en el ring entre Elgin & Shamrock, y un Triple Threat match ganada por Elgin. En esas mismas semanas, The North (Josh Alexander y Ethan Page) había defendido el Campeonato Mundial en Parejas de Impact en Canadá contra cuestionables retadores, incluso a The Deaners (Cousin Jake y Cody Deaner) en un  Deaner Compound. Finalmente regresaron a Impact! el 16 de junio! para derrotar a The Rascalz (Dez & Wentz) en una lucha por el título. Desafortunadamente, nadie estaba mirando entre bastidores, y en su lugar estaban viendo los grandes éxitos de Shamrock en Impact Plus. La semana siguiente, Page continuó con la gente viendo a Shamrock en lugar de ellos, lo que llevó a Shamrock a desafiar a Alexander a una lucha esa noche. Sin embargo The North atacaría a Shamrock antes de que llegara al ring. La semana siguiente, The North volvió a atacarlo, sólo para que Shamrock saliera en busca de una lucha. Finalmente se unió a Callihan, luchando contra The North junto a su rival antes de desaparecer en la noche. El Vicepresidente Co-Ejecutivo Scott D'Amore buscando calmar a un Page iracundo, programó una lucha por el título en parejas entre The North y el equipo de Shamrock & Callihan para Slammiversary.
El 16 de abril, WWE anunció que varios de sus talentos, tanto en el aire como reclutas, así como mucho personal detrás del escenario, fueron liberados de sus contratos.  El 1 de junio, Impact Wrestling lanzó un video en su canal de YouTube para promocionar Slammiversary, con una figura encapuchada bebiendo y viendo las noticias sobre las personas que fueron liberadas mientras mostraban imágenes de los antiguos luchadores de Impact! y WWE provocando el regreso de algunos de ellos, incluido al menos un ex campeón mundial. Muchos nombres fueron objeto de burlas, incluyendo el reencuentro del Team Canada con Michael Elgin, Heath Slater, D'Lo Brown reuniendo a Aces & Eights, Luke Gallows & Karl Anderson, y Super Eric. Al final de la edición del 7 de julio de Impact!, se reveló que el ex Campeón del Mundo no estará solo, antes de terminar la viñeta con tres manos agarrando vasos de alcohol.

## Resultados
- The Motor City Machine Guns (Alex Shelley & Chris Sabin) derrotaron a The Rascalz (Dez & Wentz).
  - Shelley cubrió a Dez después de un «ASCS Rush».
- Moose derrotó a Tommy Dreamer en un Old School Rules Match y retuvo el Campeonato Mundial Peso Pesado de TNA.
  - Moose cubrió a Dreamer después de un «Spear».
  - El campeonato no está oficialmente validado por la compañía.
- Kylie Rae derrotó a Taya Valkyrie, Alisha, Havok, Nevaeh, Kimber Lee, Madison Rayne, Kiera Hogan, Susie, Rosemary, Tasha Steelz y Katie Forbes en un Gauntlet for the Gold Match y ganó en una oportunidad por el Campeonato Knockouts de Impact.[4]
  - Rae cubrió a Valkyrie después de un «Superkick».
  - Durante la lucha, John E. Bravo interfirió a favor de Valkyrie y Rosemary.
- Chris Bey derrotó a Willie Mack y ganó el Campeonato de la División X de Impact.
  - Bey cubrió a Mack después de un «Triple C».
- The North (Ethan Page & Josh Alexander) derrotaron a Sami Callihan & Ken Shamrock y retuvieron el Campeonato Mundial en Parejas de Impact.
  - Alexander cubrió a Shamrock después de un «Double Neutralizer».
  - Después de la lucha, The Motor City Machine Guns desafiaron a The North por el campeonato.
- Deonna Purrazzo derrotó a Jordynne Grace y ganó el Campeonato de Knockouts de Impact.
  - Purrazzo forzó a Grace a rendirse con un «Fujiwara Armbar».
- Eddie Edwards derrotó a Ace Austin (con Madman Fulton), Trey, Rich Swann y Eric Young en un Elimination Match y ganó el vacante Campeonato Mundial de Impact.
  - Young cubrió a Trey después de un «Piledriver».
  - Swann cubrió a Young con un «Roll-Up».
  - Austin cubrió a Swann después de un «The Fold».
  - Edwards cubrió a Austin después de un «Boston Knee Party» seguido de un «Die Hard Flowsion».
  - Después de ser eliminado, Young atacó a Swann con una silla.
  - Durante la lucha, Fulton interfirió a favor de Austin, pero fue expulsado por el árbitro.
  - Después de la lucha, Fulton atacó a Edwards, pero fue detenido por The Good Brothers (Doc Gallows & Karl Anderson) atacando a Austin y Fulton.
  - Originalmente Michael Elgin iba a participar de la lucha, pero su contrato con la compañía fue terminado como resultado de acusaciones en su contra.
  - Originalmente Tessa Blanchard iba a defender el campeonato en esta lucha, pero dejó vacante el título tras ser terminado su contrato con la compañía.